# Tugsuu Idersaikhan
Tugsuu Idersaikhan (sinh ngày 11 tháng 6 năm 1992, tại Ulaanbaatar) là một thí sinh tại cuộc thi sắc đẹp Mông Cổ và là người mẫu thời trang đại diện cho Mông Cổ trong cuộc thi Hoa hậu Quốc tế 2011 và Hoa hậu Trái Đất 2014.
Cô là người chiến thắng cuộc thi Hoa hậu Mông Cổ năm 2011. Danh hiệu Á hậu 2 cuộc thi Hoa hậu Quốc tế 2011. Top 8 cuộc thi Hoa hậu Trái Đất 2014.